# Jean-Michel Macron
Jean-Michel Frédéric Macron, francoski zdravnik in profesor nevrologije; * 1950, Saint-Denis, Réunion.
Deluje kot profesor nevrologije na Univerzi Pikardije. Je oče francoskega predsednika Emmanuela Macrona.

## Mladost
Jean-Michel Macron se je rodil leta 1950. Njegov oče je bil André Macron (1920–2010), železniški izvršni direktor, njegova mati pa Jacqueline Macron (1922–1998), rojena Robertson, pol angleškega porekla. Leta 1981 je napisal diplomsko nalogo o mačji nevrologiji.

## Kariera
Macron je profesor nevrologije na Univerzi Pikardije, specializiran za motnje spanja in epilepsijo.
Objavljal je v akademskih revijah, kot so Neuroscience Letters, Brain Research, NeuroReport in Neurosurgery, predvsem o kihanju pri mačkah. Macron ima 28 objav kot avtor ali soavtor v bazi PubMed.

## Osebno življenje
Jean-Michel Macron je bil poročen s Françoise Noguès, zdravnico iz Amiensa. Je hči Jeana Noguèsa in njegove žene Germaine Noguès (rojena Arribet, umrla 2013), obeh učiteljev. Prvi otrok Jean-Michela in Françoise Macron je umrl že kot dojenček. Nato so se jima rodili trije otroci: Emmanuel (rojen 1977, sedanji predsednik Francije in mož Brigitte Macron, roj. Trogneux), Laurent (rojen 1979, radiolog in mož Sabine Aimot, porodničarke ginekologinje), in Estelle (rojena 1982, nefrologinja in žena Carla Franjouja, inženirja).
Po ločitvi Jean-Michela in Françoise Macron se je Jean-Michel Macron poročil s Hélène Joly, psihiatrinjo v Centru Hospitalier Philippe Pinel v Duryju, Somme.